# Корисні копалини Чехії

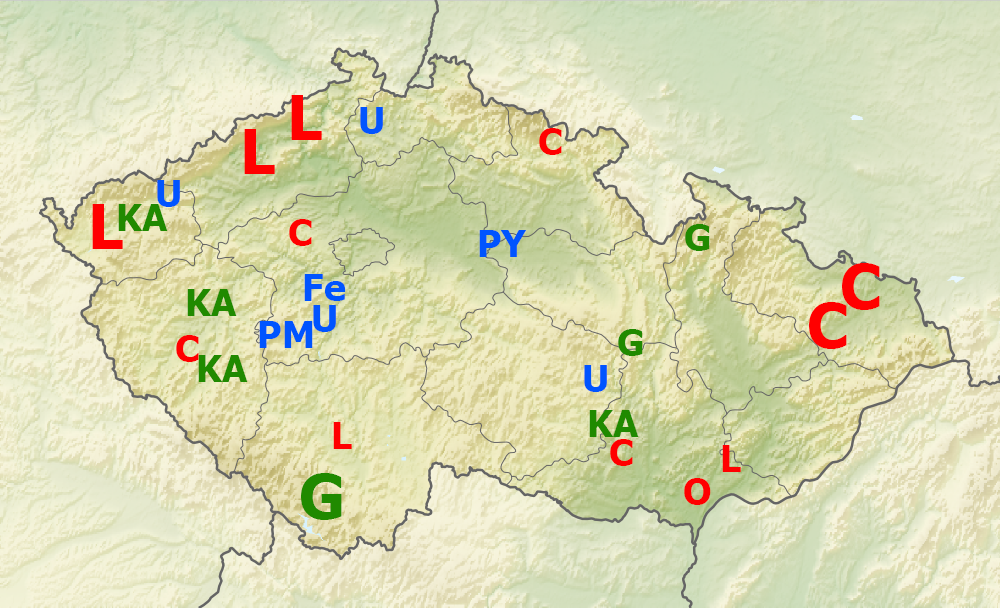
Корисні копалини Чехії

Корисні копалини Чехії.

## Загальна інформація
На території Чехії встановлена велика кількість родовищ корисних копалин багатьох видів і різних генетичних типів; є декілька джерел заліза, марганець, барит, золото, олово, флюорит, уран, молібден, свинець, цинк і мідь, але немає хрому, платини (табл. 1). Серед країн ЄС Чехія займає за запасами графіту 6-е, діатоміту 7-е, бурого вугілля 8-е, каоліну 9-е місце (Ґлюкауф, № 1, 2002). Разом з тим, Чехія відчуває нестачу в нафті, природному газі і металічних рудах. Імпортують також хімічну сировину — сірку, фосфати, солі калію.
Всі мінерально-сировинні ресурси Чехії можна класифікувати за такими розділами: 1. Сировина, поклади якої практично відсутні в країні: хром, платина, сірка, фосфати і солі калію. 2. Сировина, яка є в обмеженій кількості: залізо, марганець, мідь, свинець, нікель, цинк, кобальт, азбест, олово, вольфрам, срібло, золото, вапняк, вугілля, лігніт, бітум і графіт. 3. Сировина, яка може задовольнити внутрішні індустріальні потреби в майбутньому: польовий шпат, кварц. 4. Сировина, яка в цей час задовольняє внутрішні індустріальні потреби: каолін, вогнетривкі керамічні глини, бентоніт і сурма. 5. Сировина, яка є у такій великій кількості, що її розробка потребує уважного вирішення питань балансу видобуток-споживання і захисту довкілля: вапняк, глини, гравій і камінь. 6. Сировина, що існує у дуже обмеженій кількості, яка за сучасного рівня розвитку техніки не може бути використана: молібден, розсіяні елементи.

## Деякі корисні копалини Чехії станом на 1998-99 рр
| Корисні копалини       | Запаси       | Запаси   | Вміст корисного компоненту в рудах, % | Частка у світі, % |
| Корисні копалини       | Підтверджені | Загальні | Вміст корисного компоненту в рудах, % | Частка у світі, % |
| Барит, тис. т          |              | 500      | 62,2 (BaSO4)                          |                   |
| Золото, т              | 60           | 135      | 3,5 г/т                               | 0,1               |
| Олово, тис. т          | 20           | 30       | 0,4                                   |                   |
| Плавиковий шпат, млн т | 1,5          | 2        | 50 (CaF2)                             | 0,8               |
| Вугілля, млн т         | 5142         | 11554    |                                       |                   |
| Уран, тис. т           | 6,63         | 7,81     | 0,11                                  | 0,3               |

## Окремі види корисних копалин
Вугілля. Промислова вугленосність пов'язана з відкладами кам'яновугільного і третинного періоду. Найбільший вугільний басейн — Остравсько-Карвінський кам'яновугільний. Середня потужність 2,4-3 м. Буре вугілля зосереджене головним чином у Північно-Чеському басейні.
Уран. Запаси уранової руди в Чехії досить значні. Основний тип зруденіння представлений U-Ag-Bi-Co-Ni формацією, розвиненою в Рудних горах. Найбільше родовище Яхимов, відкрите ще в 1516; запаси руд вже відпрацьовані. Родовища, розташовані в районах Задні-Ходов (Зах. Чехія), Пршибрам (Сер. Чехія) і Дольні-Рожінка (Півд. Моравія), представлені гідротермальними типами, а в районі Гамр-на-Езері (Північна Чехія) — ураноносні пісковики крейди.
Кольорові метали і поліметали. Родовища руд кольорових металів представлені перевважно поліметалічними рудами. До них належать передусім нині відпрацьоване родовище Пршибрам (Pb, Zn, Ag), пов'язане з діабазами, і аналогічне родовище Кутна-Гора. Інший відомий металогенічний район — гори Есенікі, де в околицях Злато-Гори до кварцитів нижнього девону віку приурочені родовища Cu, Pb і Zn, а також жильні родовища Zn + Pb того ж віку: Горні-Бенешов, Горні-Мєсто та ін. У районі Рудних гір найважливіше значення має пневматолітове і гідротермальне зруденіння олов'яно-вольфрамових родовищ ґрейзенового типу — Циновец, Красно (із вмістом 0,2-0,3 % Sn; 0,05 % W). На Моравській височині знаходиться велике, але бідне мідно-нікелеве (кобальтове) родовище Старе-Ранско, пов'язане з породами основного складу. Срібло зустрічається в деяких поліметалічних родовищах. Головні запаси срібла були зосереджені в родовищі Пршибрам.
Нерудні корисні копалини представлені зокрема родов. каоліну, вогнетривких і керамічних глин, магнезиту, бентоніту, скляних пісків, полевошпатової і кварцової сировини, вапняків і будівельних матеріалів, в тому числі облицювального і виробного каменя. Особливу групу мінеральної сировини являють собою родовища графіту і флюориту. Графіт належить до традиційних видів корисних копалин Чехії. Родовища представлені лінзами кристалічного графіту в області розвитку молданубікума Південної Чехії (Ческі-Крумлов, Лазец) і родовищами аморфного графіту Південного Чехії і Північної Моравії (Костянтин, Есенікі). Флюоритові і флюорит-баритові родовища Чехії пов'язані з нижньомезозойською та олігоцен-міоценовою мінералізацією. Численні поклади високоякісного керамічного каоліну потужністю 15-40 м із вмістом корисного компонента в середньому 29 % відомі в околицях м. Карлові-Вари, де вони утворилися внаслідок вивітрювання (каолінізації) гранітів в третинний період. У околицях м. Пльзень поклади каоліну, придатного для паперової промисловості, формувалися за рахунок аркозів і аркозових пісковиків кам'яновугільного віку; потужність покладів 20-30 м, вміст корисної фракції близько 20 %. Подібні родовища відомі в районі м. Подборжані (Західна Чехія). Родовища якісних вогнетривких глин приурочені до кам'яновугільних відкладів Чехії (Рако-Горжковец, Раковник), до сеноману Західної Моравії і Чехії. Високоякісні керамічні глини залягають у пліоценових відкладах Південної Чехії, міоценового — в околицях м. Пльзень. Великі родовища бентонітів для ливарного виробництва приурочені до третинних пірокластичних відкладів в Чеському Середньогір'ї. Полевошпатова сировина пов'язана з четвертинними акумулятивними терасами р. Лужніце (Півд. Чехія), з пегматитами і з лейкократовими гранітами. З кварцової сировини найзначніші родовища скляних пісків коньякського і середньотуронського віку в Чеському крейдяному басейні. Крім того, в Чехії є родовища магнезиту, вапняка, доломіту, діатоміту, тальку, цеоліту. У Чехії є велике родовище протерозойських піритизованих сланців, які містять 10-15 % сірки і приблизно стільки ж марганцю (Хвалітице). Великі запаси цих сланців (близько 430 млн т) є потенційним ресурсом S, Mn.
Будівельні матеріали. По всій території Чехії поширені родовища будівельних матеріалів (облицювального і декоративного каменя, галечника, цегельних глин тощо), але їх розробка часто обмежена природоохоронним законодавством. Відомі родовища різноманітних дорогоцінних і виробних каменів. Це чеські ґранати, тектити (молдавіти), агат і яшма.
Мінеральні джерела. На базі численних мінеральних джерел в Чехії діють десятки курортів. З них найбільш відомі: в Західній Чехії (Карлові-Вари, Маріанске-Лазнє, Франтішкові-Лазнє, Яхимов, Кінхварт, Константинові-Лазнє) і Середньої Чехії (Подебради); в Моравії — Лугачовіце, Теплиці-над-Бечвой, Дарков, Вельке-Лосині, Єсенік та ін.